# Rafik Sorman
Pour les articles homonymes, voir Sorman (homonymie).
Maillots
Actualités
Le Rafik Sporting Club (en arabe : نادي رفيق الرياضي), plus couramment abrégé en Rafik Sorman, est un club libyen de football fondé en 1959 et basé dans la ville de Sorman.